# Neoeutrypanus incertus
Neoeutrypanus incertus (лат.) — вид усачей трибы Acanthocinini из подсемейства ламиин.

## Описание
Коренастые жуки с булавовидными бёдрам. От близких видов отличается следующими признаками: боковые кили надкрылий чётко обозначены, вершинная пятая часть надкрылий преимущественно в коричневом опушении; беловато-серое опушение ограничивается верхушечным краем; антенномеры IV—V самцов без зубца на вершине; у самок пятый уростернит более чем на половину длины превышают вершину надкрылий; переднеспинка с двумя нечёткими продольными перевязями, покрывающими латерально переднегрудь и боковые бугорки, срединная перевязь может отсутствовать, быть неполной или нечёткой; у самцов передняя граница продольного и мезостернального отростка, срединная область заднегруди, тазики и основание первого уростернита покрыты густым опушением; апикальная пятая часть надкрылий преимущественно в коричневом опушении, беловато-серое опушение ограничено мелкими пятнами и дистальным отделом; второй членик лапок в беловато-сером опушении; боковой киль не доходит до базальной половины надкрылий; пронотум без выступов по бокам от середины в передней половине. Усики со щетинками; переднегрудь со срединным латеральным бугорком; первый членик задних лапок немного длиннее, чем два следующих вместе.

## Распространение
Встречаются в Южной Америке: Бразилия, Колумбия, Гайана, Французская Гвиана.